# Šarengrad
Šarengrad (en serbe en écriture cyrillique : Шаренград, en hongrois : Atya, en allemand : Wetterwardein) est une localité de l'est de la Croatie située dans la municipalité d'Ilok, comitat de Vukovar-Syrmie. Elle est située le long du Danube. Šarengrad est connu pour son paysage dominé par la rivière, les maisons pittoresques et le clocher de l'église qui la borde. L'île de Šarengrad (en) est une île fluviale de 9 km² située à proximité du village.

## Géographie
Le village se situe dans la région de Syrmie, sur les pentes de Fruška gora, près du Danube.

## Démographie
Selon le recensement de 2011, Šarengrad comptait 528 habitants.
| Population | Population | Population | Population | Population | Population | Population | Population | Population | Population | Population | Population | Population | Population | Population | Population |
| ---------- | ---------- | ---------- | ---------- | ---------- | ---------- | ---------- | ---------- | ---------- | ---------- | ---------- | ---------- | ---------- | ---------- | ---------- | ---------- |
| 1857       | 1869       | 1880       | 1890       | 1900       | 1910       | 1921       | 1931       | 1948       | 1953       | 1961       | 1971       | 1981       | 1991       | 2001       | 2011       |
| 1 265      | 1 484      | 1 424      | 1 558      | 1 489      | 1 472      | 1 392      | 1 448      | 1 349      | 1 622      | 1 443      | 1 357      | 1 106      | 1 005      | 838        | 528        |

### Recensement de 1991
| Šarengrad |
| --- |
| 1991 |
| Total : 1 005 - Croates 904 (89,95 %) - Serbes 48 (4,77 %) - Slovaques 7 (0,69 %) - Yougoslaves 6 (0,59 %) - Hongrois 4 (0,39 %) - Musulmans 3 (0,29 %) - Slovènes 2 (0,19 %) - Allemands 1 (0,09 %) - Macédoniens 1 (0,09 %) - Monténégrins 1 (0,09 %) - Autres 2 (0.19%) - Non-déclaré 10 (0.99%) - Inconnu 16 (1.59%) |

### Recensement de 1910
| Šarengrad | Šarengrad |
| --- | --- |
| Population par langue | Population par religion |
| Total : 1 472 - Croate 1 008 (68,47 %) - Serbe 232 (15,76 %) - Hongrois 117 (7,94 %) - Allemand 75 (5,09 %) - Ruthène 17 (1,15 %) - Slovaque 12 (0,81 %) - Tchèque 1 (0,06 %) - Roumain 1 (0,06 %) - Autres 9 (0,61 %) | Total : 1 472 - Cath. Rom. 1 188 (80,70 %) - Orth. 242 (16,44 %) - Cath. Orient. 20 (1,35 %) - Calvinistes 12 (0,81 %) - Juifs 8 (0,54 %) - Luthériens 2 (0,13 %) |

## Galerie

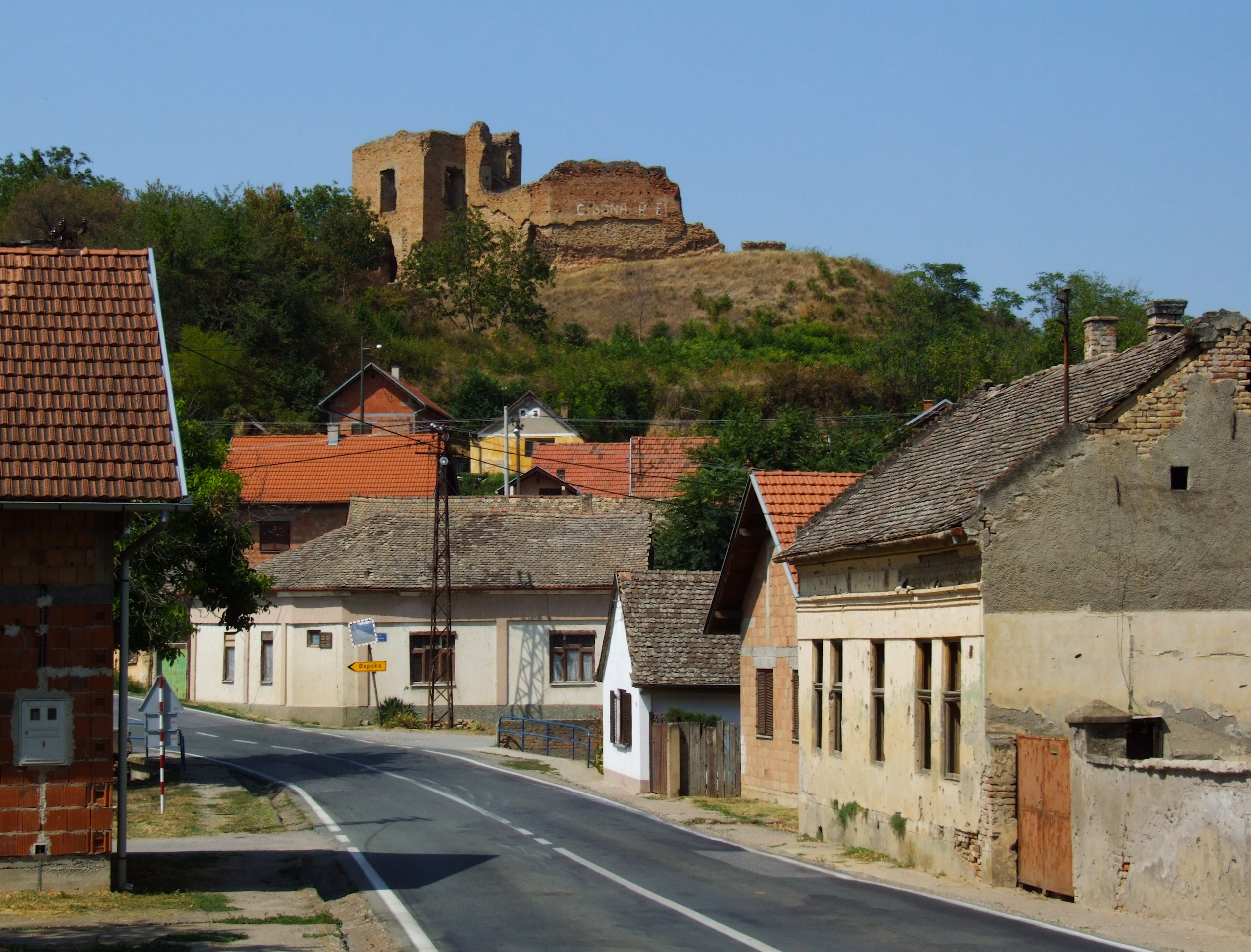
Route D2
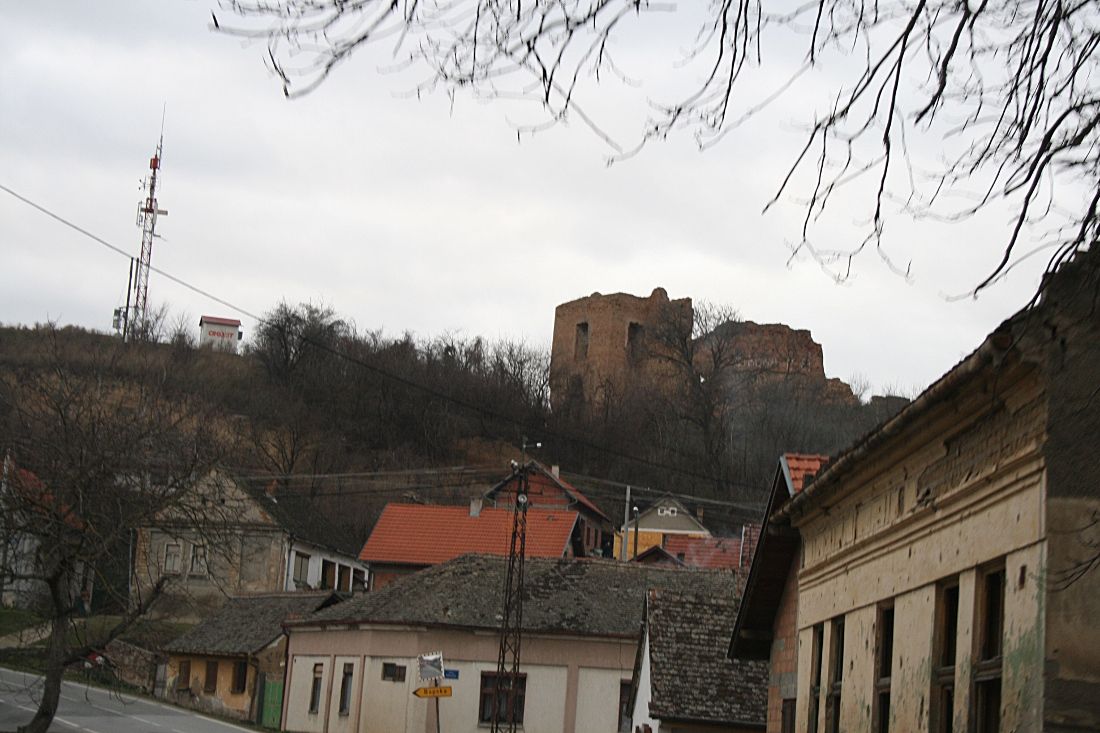
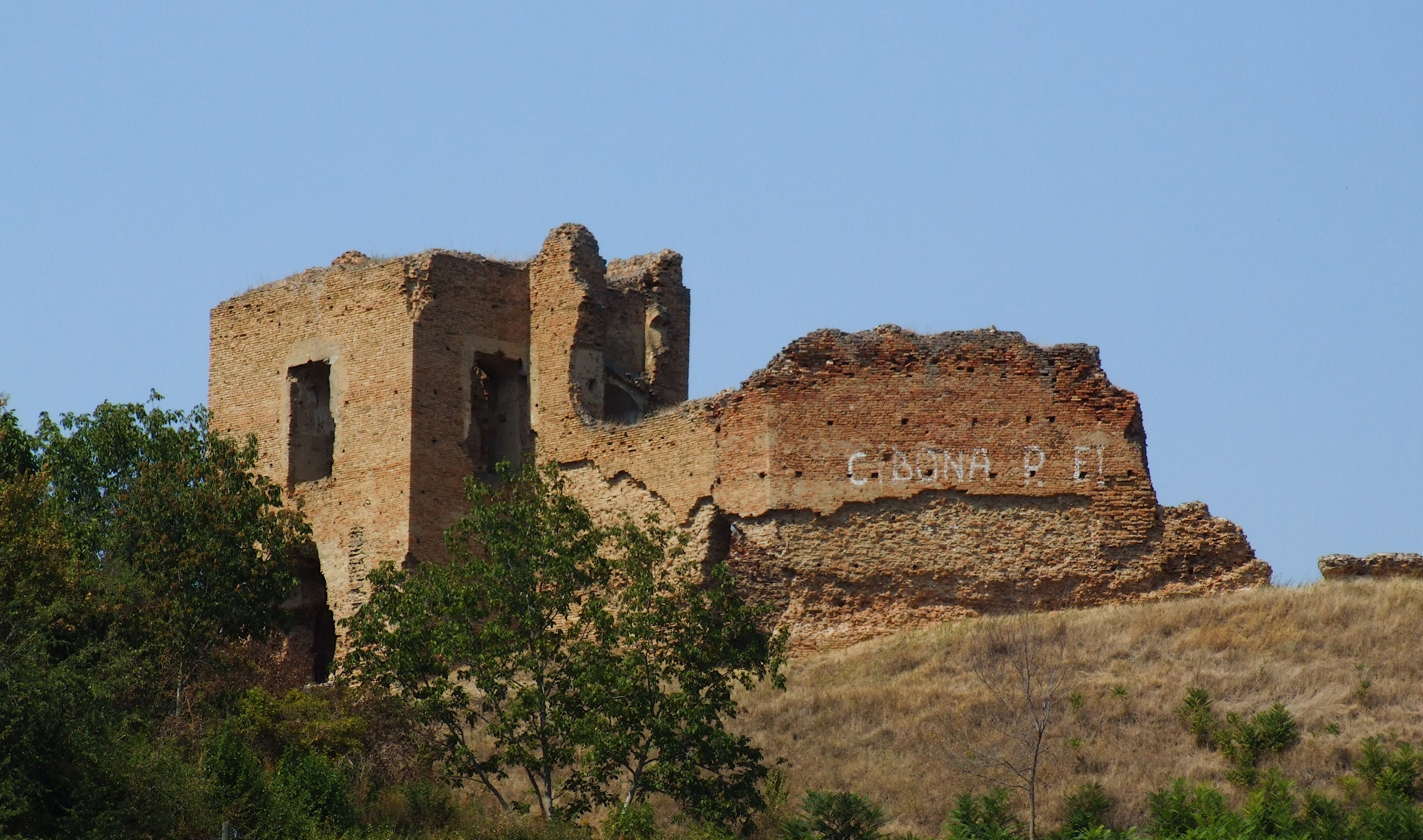
Château médiéval
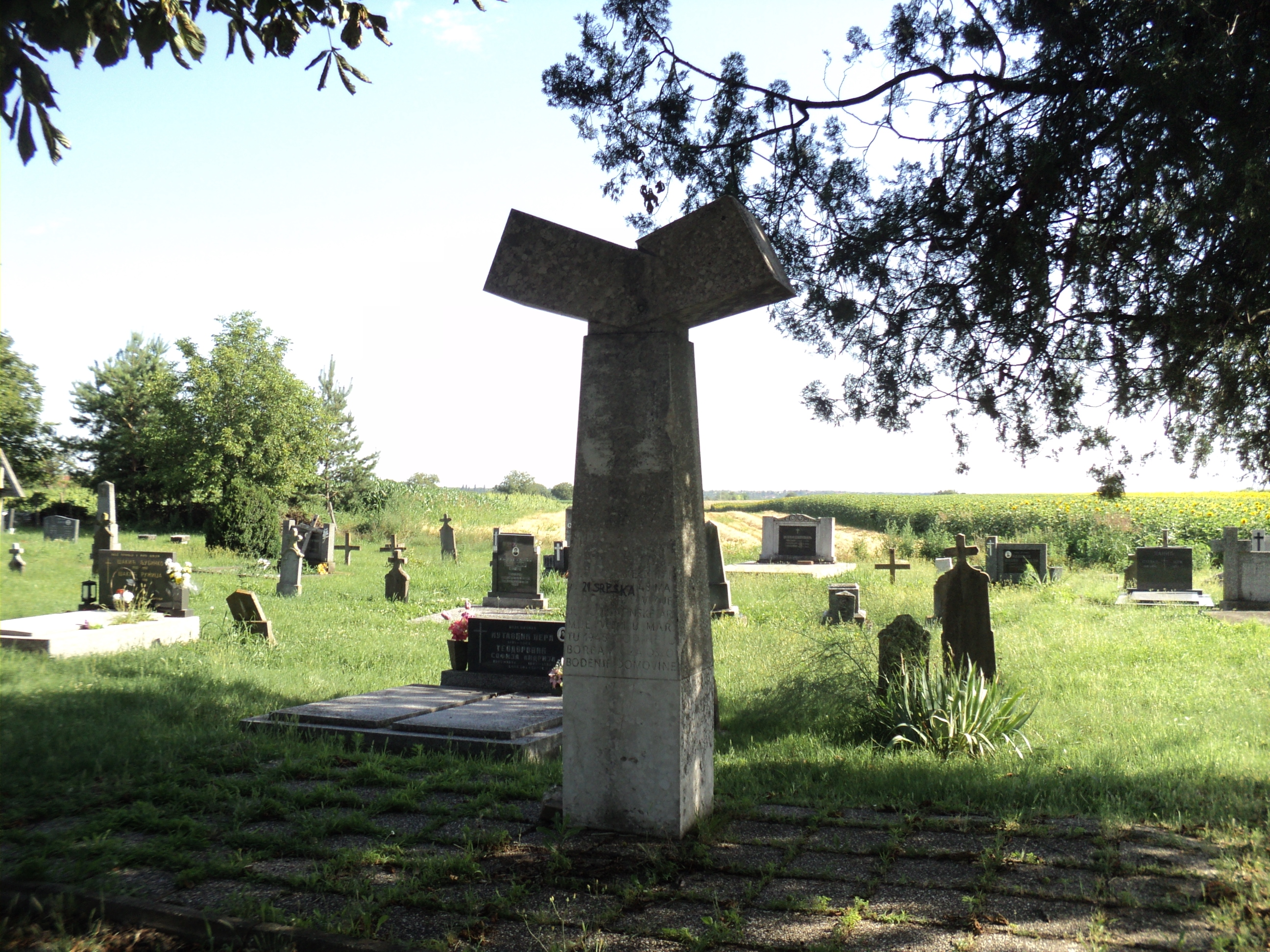
Cimetière des Partisans yougoslaves